# Symphonie Espagnole
Symphonie espagnole op. 21 ist ein Werk des französischen Komponisten Édouard Lalo für Violine und Orchester in d-Moll.

## Allgemeines
Obgleich das Stück den Namen Symphonie trägt, handelt es sich eigentlich um ein Violinkonzert. Es ist das bei weitem bekannteste Werk von Lalo.
Das Konzert ist Pablo Sarasate gewidmet und wurde von ihm auch 1875 in Paris uraufgeführt.
Tschaikowskys Schüler Josef Kotek spielte ihm das Stück im März 1878 in Clarens vor. Dies inspirierte Tschaikowsky zu seinem Violinkonzert in D-Dur.

## Zur Musik
Das Werk besteht aus fünf Sätzen:
1. Allegro non troppo
2. Scherzando: Allegro molto
3. Intermezzo: Allegretto non troppo
4. Andante
5. Rondo: Allegro

Das Stück weist zwar an sich keine konkret spanischen Elemente auf, hat jedoch rhythmische, tänzerische und virtuose Charakteristiken, die das Werk für den Hörer typisch spanisch klingen lassen.